# Leichtathletik-Weltmeisterschaften 2019/Teilnehmer (Eritrea)
| Gelbes Symbol für Goldmedaillen mit stilisierten Olympischen Ringen | Graues Symbol für Silbermedaillen mit stilisierten Olympischen Ringen | Braundes Symbol für Bronzemedaillen mit stilisierten Olympischen Ringen |
| ------------------------------------------------------------------- | --------------------------------------------------------------------- | ----------------------------------------------------------------------- |
| —                                                                   | —                                                                     | —                                                                       |

Der Leichtathletikverband von Eritrea nahm an den Leichtathletik-Weltmeisterschaften 2019 in Doha teil. Sieben Athleten wurden vom eritreischen Verband nominiert. Der nominierte Hiskel Tewelde stand jedoch nicht auf der Startliste des Marathons.

## Ergebnisse

### Frauen

#### Laufdisziplinen
| Athletin     | Disziplin | Vorlauf | Vorlauf | Halbfinale | Halbfinale | Finale    | Finale |
| Athletin     | Disziplin | Zeit    | Platz   | Zeit       | Platz      | Zeit      | Platz  |
| ------------ | --------- | ------- | ------- | ---------- | ---------- | --------- | ------ |
| Nazret Weldu | Marathon  |         |         |            |            | 2:53:45 h | 23     |

### Männer

#### Laufdisziplinen
| Athlet               | Disziplin        | Vorlauf              | Vorlauf              | Halbfinale           | Halbfinale           | Finale               | Finale               |
| Athlet               | Disziplin        | Zeit                 | Platz                | Zeit                 | Platz                | Zeit                 | Platz                |
| -------------------- | ---------------- | -------------------- | -------------------- | -------------------- | -------------------- | -------------------- | -------------------- |
| Aron Kifle           | 5000 m           | nicht auf Startliste | nicht auf Startliste | nicht auf Startliste | nicht auf Startliste | nicht auf Startliste | nicht auf Startliste |
| Aron Kifle           | 10.000 m         |                      |                      |                      |                      | 28:16,74 min         | 15                   |
| Merhawi Kesete       | Marathon         |                      |                      |                      |                      | DNF                  | DNF                  |
| Zersenay Tadese      | Marathon         |                      |                      |                      |                      | 2:11:29 h SB         | 6                    |
| Hiskel Tewelde       | Marathon         | nicht auf Startliste | nicht auf Startliste | nicht auf Startliste | nicht auf Startliste | nicht auf Startliste | nicht auf Startliste |
| Okubay Tsegay        | Marathon         |                      |                      |                      |                      | DNF                  | DNF                  |
| Yemane Haileselassie | 3000 m Hindernis | 8:26,58 min          | 23                   |                      |                      | DNQ                  | DNQ                  |